# Elaine Saunders
Elaine Saunders, nota anche come Elaine Pritchard (7 gennaio 1926 – 7 gennaio 2012), è stata una scacchista britannica.

## Biografia
Considerata una bambina prodigio degli scacchi , vinse quattro volte il campionato britannico femminile: nel 1939 (all'età di 13 anni), 1946, 1956 e 1965. 
Partecipò con la nazionale inglese a cinque olimpiadi degli scacchi: nel 1957 (prima olimpiade femminile), 1972, 1974, 1976 e 1978. Alle olimpiadi di Haifa 1976 vinse la medaglia di'argento di squadra. 
Nell'aprile 1938, all'età di dodici anni, vinse una partita contro Rudolf Spielmann in una simultanea tenuta dal maestro austriaco a Margate. In ottobre dello stesso anno partecipò ad una simultanea di Aleksandr Alechin a Londra e fu l'ultima a soccombere al campione del mondo in un finale di torri e pedoni. Alechin rilasciò poi questo commento su di lei: "È un genio".  
Nel 1957 la FIDE le attribuì il titolo di Maestro internazionale femminile (WIM).   
Elaine Saunders scrisse due libri di scacchi:
- Chess For Pleasure, Londra 1971
- Young Chess Player, Londra 1976